# Krążkowy (gromada)
Krążkowy – dawna gromada, czyli najmniejsza jednostka podziału terytorialnego Polskiej Rzeczypospolitej Ludowej w latach 1954–1972.
Gromady, z gromadzkimi radami narodowymi (GRN) jako organami władzy najniższego stopnia na wsi, funkcjonowały od reformy reorganizującej administrację wiejską przeprowadzonej jesienią 1954 do momentu ich zniesienia z dniem 1 stycznia 1973, tym samym wypierając organizację gminną w latach 1954–1972.
Gromadę Krążkowy z siedzibą GRN w Krążkowach utworzono – jako jedną z 8759 gromad na obszarze Polski – w powiecie kępińskim w woj. poznańskim, na mocy uchwały nr 23/54 WRN w Poznaniu z dnia 5 października 1954. W skład jednostki weszły obszary dotychczasowych gromad Krążkowy i Ostrówiec oraz niektóre parcele z kart 3 i 4 obrębu Kierzno z dotychczasowej gromady Kierzno ze zniesionej gminy Kępno-Północ w tymże powiecie. Dla gromady ustalono 20 członków gromadzkiej rady narodowej.
1 stycznia 1959 do gromady Krążkowy włączono miejscowość Rzetnia ze znoszonej gromady Parzynów w powiecie ostrzeszowskim w tymże województwie.
1 stycznia 1960 do gromady Krążkowy włączono obszar zniesionej gromady Osiny w tymże powiecie.
1 stycznia 1962 do gromady Krążkowy włączono obszar zniesionej gromady Mikorzyn w tymże powiecie.
1 stycznia 1970 do gromady Krążkowy włączono 50,06 ha z miasta Kępno w tymże powiecie, natomiast 73,17 ha (część wsi Krążkowy) z gromady Krążkowy włączono do miasta Kępno.
Gromada przetrwała do końca 1972 roku, czyli do kolejnej reformy gminnej.